# 分布式描述逻辑
分布式描述逻辑（Distributed Description Logic，DDL）是描述逻辑的一种特例。在DDL中，整个逻辑系统由一组DL单元组成，相互之间用桥（Bridge Rule）相互连接。
DDL的主要特点是语义的局部性，也就是说在DDL中并不要求存在一致的全局语义。传统的Tableau推理算法可以推广到DDL的情况。
DDL是基于分布式一阶逻辑而发展起来的，而它也继承了分布式一阶逻辑的一些缺点。例如，其表达力比较有限，桥规则只能用于连接概念。比它表达力强的类似模块化本体语言还有基于包的描述逻辑和E-连接
C-OWL是DDL的一种语法形式。